# Дикранальні
Дикранальні (Dicranales) — порядок листостеблових мохів. Сюди відносять ґрунтові, скельні та епіфітні акрокарпні (верхоплідні) мохи, що ростуть групами або утворюють дернини.

## Класифікація
До складу порядку входить 13 родин і близько 1500 видів. У флорі України є 64 види з чотирьох родин.